# Paspalum lentiginosum
Paspalum lentiginosum är en gräsart som beskrevs av Jan Svatopluk Presl. Paspalum lentiginosum ingår i släktet tvillinghirser, och familjen gräs. Inga underarter finns listade i Catalogue of Life.